# Bucle P
Un bucle P o bucle de unión a fosfato es un motivo de unión a ATP o GTP que se encuentra en muchas proteínas de unión de nucleótidos. Se trata de un bucle rico en glicina precedido de una lámina beta y seguido por una hélice alfa. Interactúa con los grupos fosfato de los nucleótidos y el ion Mg2+, que coordina los fosfatos β y γ.
En las GTPasas pequeñas la secuencia consenso del bucle P es GxxxxGK (S/T), que suele denominarse motivo de Walker A. Tras una hidrólisis de nucleótidos, los bucles P no alteran significativamente su conformación, y se mantienen unidos a los restantes grupos de fosfato.
Las PTP (proteína tirosin fosfatasa), que catalizan la hidrólisis de un fosfato inorgánico de un residuo de fosfotirosina, también contienen un motivo de bucle P. La secuencia conservada de este motivo es CxxxxxR(S/T).
Otras proteínas con bucles P funcionales son la ATP sintasa, la miosina, la transducina y la helicasa.